# Uwe Peschel
Uwe Peschel (Berlino Est, 4 novembre 1968) è un dirigente sportivo ed ex ciclista su strada tedesco.
Professionista dal 1997 al 2005, fu uno specialista delle cronometro, aggiudicandosi tre campionati tedeschi di specialità e numerose medaglie ai campionati del mondo. Ai Giochi olimpici di Barcellona 1992 vinse la medaglia d'oro nella cronometro a squadre.

## Carriera
Proviene da una famiglia di ciclisti: suo padre Axel Peschel corse negli anni sessanta.
Ancora dilettante, Peschel partecipò ai campionati del mondo di ciclismo su strada del 1990 e 1991 nella cronometro a squadre, cogliendo due secondi posti. Ottenne il suo più grande successo in carriera nel 1992, quando assieme a Bernd Dittert, Christian Meyer e Michael Rich vinse la cronometro a squadre dei Giochi olimpici.
Dopo essersi nuovamente piazzato secondo nella cronosquadre dei campionati mondiali nel 1993 e terzo nel 1994, nel 1995 partecipò per la prima volta alla cronometro individuale nei campionati mondiali su strada, classificandosi terzo. Si piazzò inoltre terzo al Regio-Tour, vincendo anche una tappa.
Nel 1996 vinse il primo dei suoi tre titoli di campione tedesco a cronometro e il Giro di Baviera. L'anno successivo firmò per la squadra italiana Cantina Tollo, con la quale prese parte al suo primo Giro d'Italia, che chiuse in centoquattresima posizione. Sul finire della stagione prese parte ad alcune gare con la squadra tedesca Schauff, vincendo tra l'altro il Grand Prix des Nations, una gara a cronometro, ma violando il contratto che lo legava alla Cantina Tollo. Perciò la squadra italiana denunciò il corridore all'UCI chiedendo che pagasse una penale di duecento milioni di lire. L'UCI obbligò Peschel a pagare una multa di quasi quattro milioni e la Schauff a versare un indennizzo alla Cantina Tollo e all'UCI stessa. Nel 1998 Peschel si trasferì quindi alla Estepona, con la quale terminò novantunesimo alla Vuelta a España, oltre a imporsi per la seconda volta nel campionato tedesco a cronometro.
Dalla stagione 1999 fino al termine della sua carriera nel 2005 Peschel corse per la squadra ProTour tedesca Team Gerolsteiner. Vinse il suo ultimo campionato tedesco a cronometro nel 2002, sfiorando anche la vittoria in quello in linea, nel quale giunse secondo. Nello stesso anno si impose nuovamente anche al Grand Prix des Nations. La sua ultima vittoria fu la cronosquadre Eindhoven Team Time Trial nel 2005.
Dopo il ritiro ha ricoperto il ruolo di direttore sportivo al Team Katusha (dal 2012 al 2014) e quindi al Team Roth (dal 2016).

## Palmarès
- 1992 (dilettante)

Giochi olimpici, Cronometro a squadre (con Bernd Dittert, Christian Meyer e Michael Rich)
- 1995 (dilettante)

5ª tappa Giro di Baviera
3ª tappa Regio-Tour
- 1996 (dilettante)

Campionati tedeschi, Prova a cronometro
4ª tappa Tour de Luxembourg
3ª tappa Giro di Baviera
Classifica generale Giro di Baviera
5ª tappa Hessen-Rundfahrt
Grand Prix Telekom (cronocoppie con Chris Boardman)
- 1997

Grand Prix des Nations
4ª tappa Giro di Danimarca
3ª tappa Regio-Tour
5ª tappa Grand Prix Tell
- 1998

Campionati tedeschi, Prova a cronometro
5ª tappa Vuelta a Castilla y León
- 2001

1ª tappa Corsa della Pace
- 2002

Campionati tedeschi, Prova a cronometro
Grand Prix des Nations
5ª tappa Hessen-Rundfahrt
Classifica generale Hessen-Rundfahrt
Karlsruhe Versicherungs Grand Prix (cronocoppie con Michael Rich)
- 2003

Grand Prix Eddy Merckx (con Michael Rich)

### Altri successi
- 2005

Eindhoven Team Time Trial (cronosquadre)

## Piazzamenti

### Grandi giri
- Giro d'Italia

1997: 104º
- Tour de France

2003: ritirato
2004: 125º
- Vuelta a España

1998: 91º
2005: 102º

### Competizioni mondiali
- Campionati del mondo

Utsunomiya 1990 - Cronometro a squadre: 2º
Stoccarda 1991 - Cronometro a squadre: 2º
Oslo 1993 - Cronometro a squadre: 2º
Palermo 1994 - Cronometro a squadre: 3º
Duitama 1995 - Cronometro: 3º
Lugano 1996 - In linea: ritirato
Lugano 1996 - Cronometro: 6º
San Sebastián 1997 - Cronometro: 5º
Valkenburg 1998 - Cronometro: 5º
Zolder 2002 - Cronometro: 5º
Hamilton 2003 - Cronometro: 2º
Verona 2004 - Cronometro: 10º
- Giochi olimpici

Barcellona 1992 - Cronosquadre: vincitore
Atlanta 1996 - Cronometro: 12º